# COMPLETE BEST ALBUM「FRESH」
『COMPLETE BEST ALBUM「FRESH」』（コンプリート・ベスト・アルバム・フレッシュ）は、JUDY AND MARYの3枚目のベスト・アルバム。2006年2月8日発売。発売元はエピックレコードジャパン。

## 解説
2000年発売のベストアルバム『FRESH』に、発売以降に発表された4枚のシングルを加えたもの。曲の追加だけではなく、元メンバーのTAKUYA立会いのもと、ロンドンのメトロポリススタジオでリマスタリングが行われた。生産期間限定で「ひとつだけ」「mottö」「ラッキープール」「PEACE -strings version-」を収録したDVD付き。
本作の発売に際して新たに「BLUE TEARS」が映画「シムソンズ」の主題歌に、「小さな頃から」が挿入歌に起用された。
ジャケットは2000年の『FRESH』とは微妙に異なっており、ミルククラウンの飛沫がハート型になっている。裏ジャケットはミルククラウン自体がハート型に変わっている。
2009年9月2日には、Blu-spec CD仕様で再発した。

## メンバー
- YUKI - ボーカル、作詞、コーラス、ピアニカ
- TAKUYA - ギター、作詞、コーラス、キーボード、トランペット、ピアノ、玩具
- 恩田快人 - ベース、リーダー、コーラス
- 五十嵐公太 - ドラムス、パーカッション、コーラス

## 収録曲
| #         | タイトル                   | 作詞           | 作曲      | 編曲          | 時間  |
| --------- | -------------------------- | -------------- | --------- | ------------- | ----- |
| 1.        | 「POWER OF LOVE」          | YUKI           | 恩田快人  | JUDY AND MARY | 5:00  |
| 2.        | 「BLUE TEARS」             | YUKI           | 恩田快人  | JUDY AND MARY | 3:34  |
| 3.        | 「DAYDREAM」               | YUKI           | 恩田快人  | JUDY AND MARY | 3:35  |
| 4.        | 「Hello! Orange Sunshine」 | YUKI           | 恩田快人  | JUDY AND MARY | 4:37  |
| 5.        | 「RADIO」                  | Tack and Yukky | TAKUYA    | JUDY AND MARY | 4:24  |
| 6.        | 「小さな頃から」           | YUKI           | 恩田快人  | JUDY AND MARY | 5:13  |
| 7.        | 「自転車」                 | YUKI           | 恩田快人  | JUDY AND MARY | 4:18  |
| 8.        | 「Over Drive」             | YUKI           | TAKUYA    | JUDY AND MARY | 4:19  |
| 9.        | 「KYOTO」                  | TAKUYA         | TAKUYA    | JUDY AND MARY | 5:19  |
| 10.       | 「ドキドキ」               | YUKI           | 恩田快人  | JUDY AND MARY | 4:25  |
| 11.       | 「そばかす」               | YUKI           | 恩田快人  | JUDY AND MARY | 4:14  |
| 合計時間: | 合計時間:                  | 合計時間:      | 合計時間: | 合計時間:     | 48:58 |

| #         | タイトル                        | 作詞           | 作曲       | 編曲          | 時間  |
| --------- | ------------------------------- | -------------- | ---------- | ------------- | ----- |
| 1.        | 「クラシック」                  | Tack and Yukky | TAKUYA     | JUDY AND MARY | 3:51  |
| 2.        | 「くじら12号」                  | Tack and Yukky | TAKUYA     | JUDY AND MARY | 4:37  |
| 3.        | 「散歩道」                      | YUKI           | 五十嵐公太 | JUDY AND MARY | 5:04  |
| 4.        | 「ミュージック ファイター」     | Tack and Yukky | TAKUYA     | JUDY AND MARY | 3:52  |
| 5.        | 「LOVER SOUL」                  | YUKI           | TAKUYA     | JUDY AND MARY | 5:59  |
| 6.        | 「Brand New Wave Upper Ground」 | YUKI           | TAKUYA     | TAKUYA        | 4:57  |
| 7.        | 「ひとつだけ」                  | Tack and Yukky | TAKUYA     | TAKUYA        | 5:12  |
| 8.        | 「mottö」                       | Tack and Yukky | TAKUYA     | TAKUYA        | 2:59  |
| 9.        | 「ラッキープール」              | Tack and Yukky | TAKUYA     | TAKUYA        | 5:36  |
| 10.       | 「PEACE -strings version-」     | Tack and Yukky | TAKUYA     | TAKUYA        | 6:22  |
| 合計時間: | 合計時間:                       | 合計時間:      | 合計時間:  | 合計時間:     | 48:29 |

| #  | タイトル                                  | 作詞 | 作曲・編曲 |
| -- | ----------------------------------------- | ---- | ---------- |
| 1. | 「ひとつだけ」(-short version-)           |      |            |
| 2. | 「mottö」(live recording)                 |      |            |
| 3. | 「ラッキープール」                        |      |            |
| 4. | 「PEACE -short version-」(live recording) |      |            |

### DISC 01
1. POWER OF LOVE
1stシングル
2. BLUE TEARS
2ndシングル
曲が終わった後の吹雪の音が長くなっている。
3. DAYDREAM
3rdシングル
4. Hello! Orange Sunshine
4thシングル
5. RADIO
4thシングル
6. 小さな頃から
6thシングル
7. 自転車
6thシングル
8. Over Drive
7thシングル
9. KYOTO
アルバム「MIRACLE DIVING」収録
10. ドキドキ
8thシングル
これまでとは異なり、冒頭にYUKIの話し声が入っている。その後カウントで曲が始まるのは「The Great Escape -COMPLETE BEST-」に収録されているものと同じ。
11. そばかす
9thシングル

### DISC 02
1. クラシック
10thシングル
2. くじら12号
11thシングル
3. 散歩道
14thシングル
4. ミュージック ファイター
15thシングル
5. LOVER SOUL
13thシングル
これまでとは異なり、イントロ部分のギターのハウリングがカットされている。
6. Brand New Wave Upper Ground#:18thシングル
7. ひとつだけ
19thシングル
アルバム「WARP」に収録された、シングルとは別ボーカルバージョン。
8. mottö
20thシングル
9. ラッキープール
21stシングル
10. PEACE -strings version-
22ndシングル
アルバム初収録。